# Bound for Glory Series
Le Bound for Glory Series sono state un torneo di wrestling organizzato annualmente dalla Total Nonstop Action tra il 2011 e il 2013 e, di nuovo, nel 2016.
Il torneo prevedeva che dodici lottatori (otto nella quarta edizione) prendessero parte ad una serie di match nel corso dei mesi estivi per determinare chi tra essi potesse avvalersi del diritto di sfidare a Bound for Glory il detentore del titolo più importante della federazione, il World Heavyweight Championship.

## Formato
Nella prima edizione del torneo il formato è stato quello del girone all'italiana con dieci punti per ogni vittoria di sottomissione, sette per lo schienamento, cinque per il conteggio fuori e tre per la squalifica (in caso di pareggio entrambi i contendenti ottenevano due punti); nella seconda e nella terza edizione al termine del girone vi sono state semifinali e finale tra i primi quattro classificati, mentre nella quarta è stato utilizzato fin da sùbito il sistema ad eliminazione diretta.

## Edizioni

### 2011

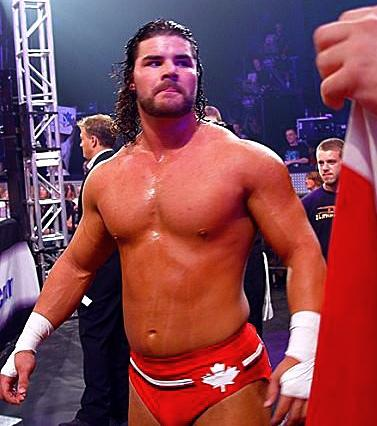
Bobby Roode, vincitore nel 2011

| #  | Lottatore       | Punti       |
| -- | --------------- | ----------- |
| 1º | Bobby Roode     | 49          |
| 2° | Bully Ray       | 45          |
| 3° | Gunner          | 42          |
| 4° | James Storm     | 40          |
| 5° | Rob Van Dam     | 35          |
| 6° | AJ Styles       | 24          |
| 7° | Scott Steiner   | 21          |
| 8° | Samoa Joe       | 0           |
| NC | Crimson         | Infortunato |
| NC | Devon           | Infortunato |
| NC | Matt Morgan     | Infortunato |
| NC | D'Angelo Dinero | Infortunato |

### 2012

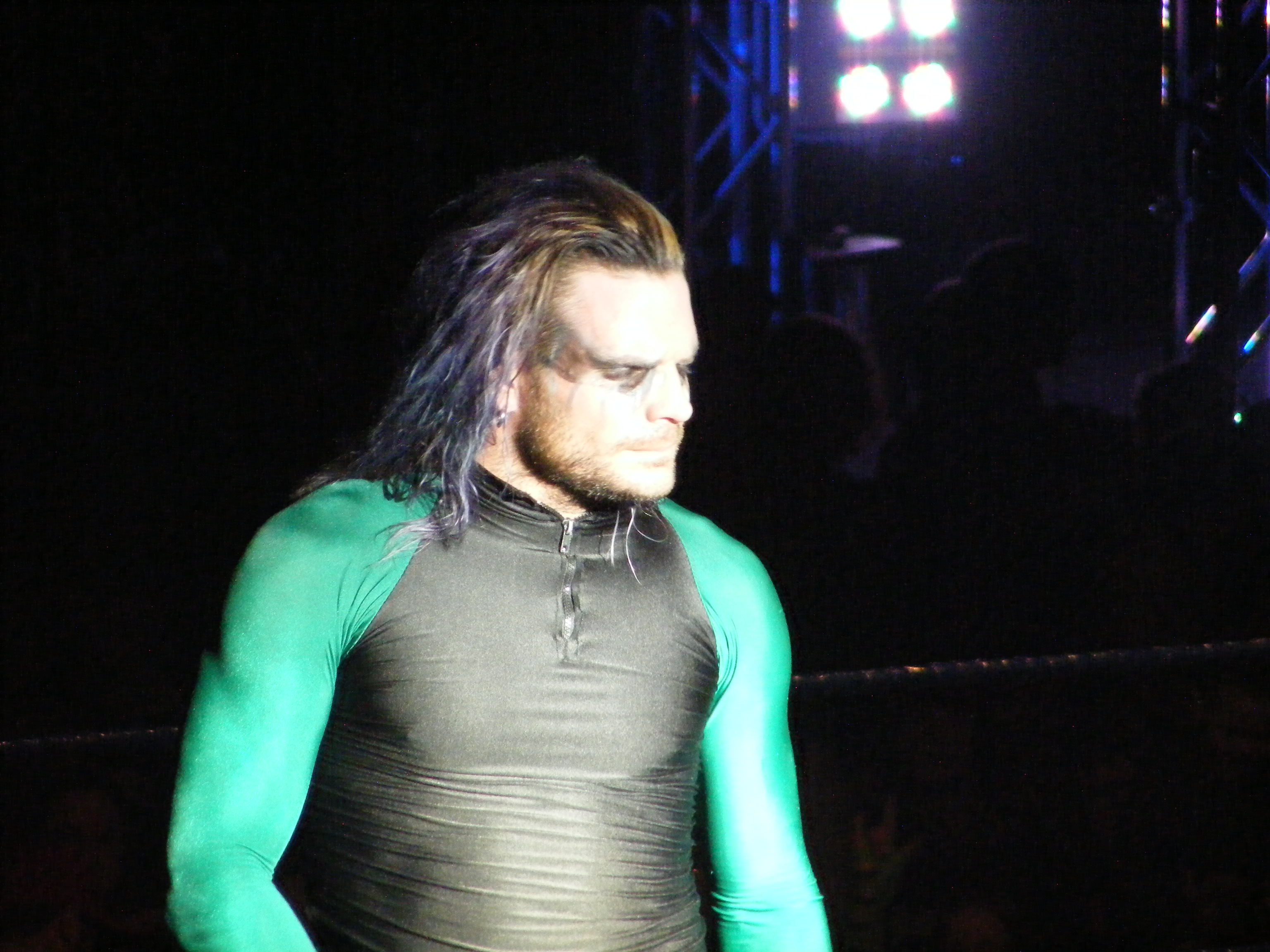
Jeff Hardy, vincitore nel 2012

Fase a gironi
| #   | Wrestler            | Punti       |
| --- | ------------------- | ----------- |
| 1º  | James Storm         | 73          |
| 2º  | Samoa Joe           | 68          |
| 3º  | Bully Ray           | 62          |
| 4º  | Jeff Hardy          | 59          |
| 5°  | Rob Van Dam         | 55          |
| 6°  | AJ Styles           | 50          |
| 7°  | Kurt Angle          | 48          |
| 8°  | Mr. Anderson        | 47          |
| 9°  | Christopher Daniels | 33          |
| 10° | Magnus              | 28          |
| 11° | Robbie E            | 12          |
| NC  | D'Angelo Dinero     | Infortunato |

Fase finale
|  | Semifinali  | Semifinali  | Semifinali   |           |            | Finale     | Finale       | Finale |  |
|  |             |             |              |           |            |            |              |        |  |
|  | Jeff Hardy  | Jeff Hardy  | Schienamento |           |            |            |              |        |  |
|  | Jeff Hardy  | Jeff Hardy  | Schienamento |           |            |            |              |        |  |
|  | Samoa Joe   | Samoa Joe   | 12:35        |           |            |            |              |        |  |
|  | Samoa Joe   | Samoa Joe   | 12:35        |           | Jeff Hardy | Jeff Hardy | Schienamento |        |  |
|  |             |             |              |           | Jeff Hardy | Jeff Hardy | Schienamento |        |  |
|  |             |             | Bully Ray    | Bully Ray | 12:23      |            |              |        |  |
|  | James Storm | James Storm | Bully Ray    | Bully Ray | 12:23      | 13:55      |              |        |  |
|  | James Storm | James Storm |              |           |            |            |              |        |  |
|  | Bully Ray   | Bully Ray   | Schienamento |           |            |            |              |        |  |

### 2013

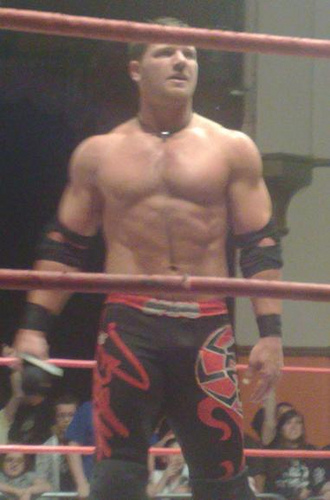
AJ Styles, vincitore nel 2013

Fase a gironi
| #   | Wrestler            | Punti |
| --- | ------------------- | ----- |
| 1º  | AJ Styles           | 49    |
| 2º  | Magnus              | 39    |
| 3º  | Austin Aries        | 35    |
| 4º  | Bobby Roode         | 34    |
| 5°  | Jeff Hardy          | 31    |
| 6°  | Christopher Daniels | 30    |
| 7°  | Kazarian            | 29    |
| 8°  | Samoa Joe           | 26    |
| 9°  | Mr. Anderson        | 24    |
| 10° | Joseph Park         | 17    |
| 11° | Hernandez           | 7     |
| 12° | Jay Bradley         | 7     |

Fase finale
|  | Semifinali   | Semifinali   | Semifinali   |        |           | Finale    | Finale       | Finale |  |
|  |              |              |              |        |           |           |              |        |  |
|  | AJ Styles    | AJ Styles    | Schienamento |        |           |           |              |        |  |
|  | AJ Styles    | AJ Styles    | Schienamento |        |           |           |              |        |  |
|  | Austin Aries | Austin Aries | 14:37        |        |           |           |              |        |  |
|  | Austin Aries | Austin Aries | 14:37        |        | AJ Styles | AJ Styles | Schienamento |        |  |
|  |              |              |              |        | AJ Styles | AJ Styles | Schienamento |        |  |
|  |              |              | Magnus       | Magnus | 15:08     |           |              |        |  |
|  | Bobby Roode  | Bobby Roode  | Magnus       | Magnus | 15:08     | 6:55      |              |        |  |
|  | Bobby Roode  | Bobby Roode  |              |        |           |           |              |        |  |
|  | Magnus       | Magnus       | Schienamento |        |           |           |              |        |  |

### 2016

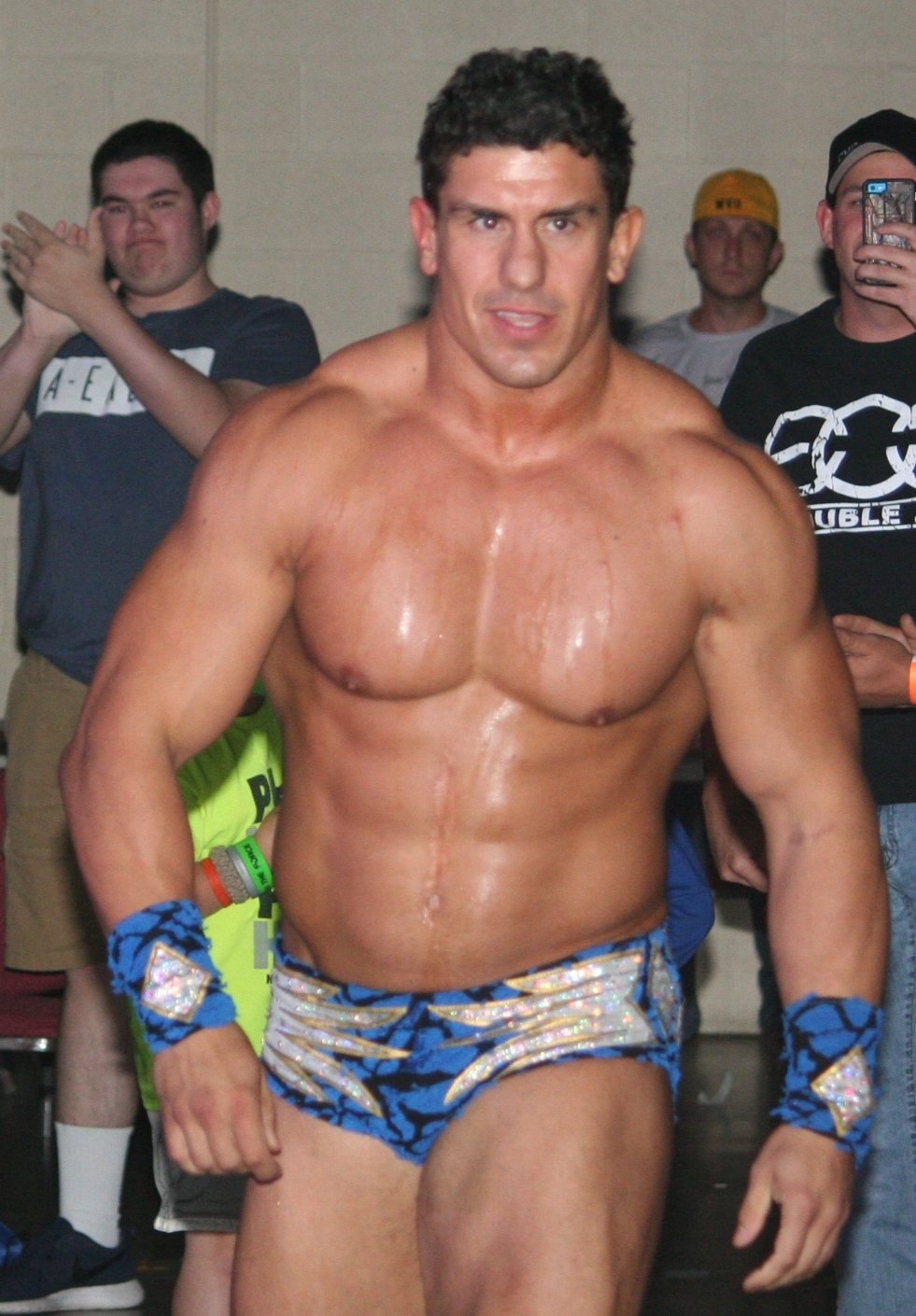
Ethan Carter III, vincitore nel 2016

|  | Quarti di finale | Quarti di finale | Quarti di finale |              |       | Semifinali       | Semifinali   | Semifinali |  |  | Finale | Finale           | Finale       |
|  |                  |                  |                  |              |       |                  |              |            |  |  |        |                  |              |
|  | 1                | Ethan Carter III | Schienamento     |              |       |                  |              |            |  |  |        |                  |              |
|  | 8                | Eli Drake        | 7:55             |              |       |                  |              |            |  |  |        |                  |              |
|  | 8                | Eli Drake        | 7:55             |              |       | Ethan Carter III | Schienamento |            |  |  |        |                  |              |
|  |                  |                  |                  |              |       | Ethan Carter III | Schienamento |            |  |  |        |                  |              |
|  |                  |                  | Matt Hardy       | 7:28         |       |                  |              |            |  |  |        |                  |              |
|  | 4                | James Storm      | Matt Hardy       | 7:28         | 9:30  |                  |              |            |  |  |        |                  |              |
|  | 4                | James Storm      |                  |              | 9:30  |                  |              |            |  |  |        |                  |              |
|  | 5                | Matt Hardy       | Schienamento     |              |       |                  |              |            |  |  |        |                  |              |
|  |                  |                  |                  |              |       |                  |              |            |  |  |        | Ethan Carter III | Schienamento |
|  |                  |                  |                  | Mike Bennett | 17:23 |                  |              |            |  |  |        |                  |              |
|  | 3                | Drew Galloway    | Schienamento     |              |       |                  |              |            |  |  |        |                  |              |
|  | 6                | Bram             | 6:58             |              |       |                  |              |            |  |  |        |                  |              |
|  | 6                | Bram             | 6:58             |              |       | Drew Galloway    | 7:48         |            |  |  |        |                  |              |
|  |                  |                  |                  |              |       | Drew Galloway    | 7:48         |            |  |  |        |                  |              |
|  |                  |                  | Mike Bennett     | Schienamento |       |                  |              |            |  |  |        |                  |              |
|  | 2                | Jeff Hardy       | Mike Bennett     | Schienamento | 2:10  |                  |              |            |  |  |        |                  |              |
|  | 2                | Jeff Hardy       |                  |              | 2:10  |                  |              |            |  |  |        |                  |              |
|  | 7                | Mike Bennett     | Schienamento     |              |       |                  |              |            |  |  |        |                  |              |

## Albo d'oro
- 2011: Bobby Roode
- 2012: Jeff Hardy
- 2013: AJ Styles
- 2016: Ethan Carter III